# Ельница (река)
Ельница (старинное название — Камышлар) — река в России, протекает по Талицкому району Свердловской области. Устье реки находится в 260 км по правому берегу реки Пышмы, в селе Беляковском. Длина Ельницы составляет 12 км.

## Название
В прошлом река называлась Камышлар. В Хорографической книги Сибири (1697—1711 гг.) отмечена как река Камышлар.

## Данные водного реестра
По данным государственного водного реестра России, Ельница относится к Иртышскому бассейновому округу, водохозяйственный участок реки — Пышма от Белоярского гидроузла и до устья, без реки Рефт от истока до Рефтинского гидроузла, речной подбассейн Тобола, речной бассейн Иртыша.
Код объекта в государственном водном реестре — 14010502212111200008140.

## Населённые пункты
В нижнем течении Ельницы расположены деревня Грозина и село Беляковское.